# Hooks herrgård
Hooks säteri är en herrgård i Svenarums socken i Vaggeryds kommun, Småland.
Herrgården ligger strax söder om Jönköping vid Hoksåns utlopp ur Hokasjön, nära Hok. Herrgården omges av en nästan jämn sandhed, bevuxen med granskog.
Hooks by testamenterades 1408 till Nydala kloster, varifrån det av %Gustav Vasa drogs in till hans privata egendom. Hook förlänades under 1600-talet till Peder Gudmundsson Strömberg  som gjorde det till säteri. Från släkten Strömberg såldes det 1717 till lagmannen Nicolas Stedt.
Det intilliggande Lindefors blev järnbruk 1728. Det anlades på säteriet Hooks egendom av lagmannen Nils Stedt och var i verksamhet ännu på 1870-talet. Huvudbyggnaden vid Hooks herrgård började uppföras 1778 av Claes Henrik Stedt, född 1715, son till lagman Nils Stedt. Det är en envånings reveterad träbyggnad med två mindre flyglar. Claes Henrik Stedt anlade på Hooks egendom Lindefors Manufakturverk 1764.
Drottning Sofia valde Hooks herrgård till rekreationsort somrarna 1894 och 1895, då trakten ansågs ha en frisk och stimulerande höglands- och skogsluft. Herrgården blev pensionat 1923 och hotell 1963.
Hooks Golfklubb, grundad 1934, har två golfbanor, Skogbanan och Parkbanan.